# 仁川中部警察署
仁川中部警察署（インチョンチュンブけいさつしょ）は、大韓民国仁川地方警察庁所管の警察署である。

## 管轄区域
- 中区（仁川国際空港を除く）、東区、甕津郡

## 沿革
- 1945年10月21日 - 仁川警察署として開署。
- 1949年5月27日 - 仁川水上警察署、東仁川警察署（現：仁川南部警察署）開設にともない管轄区域を変更。
- 1961年7月19日 - 仁川水上警察署廃止に伴い編入。
- 1987年2月27日 - 仁川直轄市警察局開設に伴い京畿道警察局から管轄変更。
- 1987年9月3日 - 仁川中部警察署に名称変更。仁川南部警察署（現：仁川南洞警察署）開署に伴い2派出所を移管。
- 1991年8月1日 - 中部警察署に名称変更。
- 2011年12月27日 - 仁川中部警察署に戻す。
- 2002年1月30日 - 現在の庁舎ができる。

## 組織
- 警務課
- 生活安全課
- 警備交通課
- 刑事課
- 捜査課
- 情報保安課
- 女性青少年課

## 管轄地区隊
中区
- 下仁川地区隊
- 新興地区隊
- 空港地区隊

東区
- 松林地区隊

## 管轄派出所
中区
- 東仁川派出所
- 沿岸派出所
- 龍遊派出所

東区
- 松峴派出所
- 西興派出所
- 清川派出所

甕津郡
- 霊興派出所
- 北島派出所
- 徳積派出所
- 延坪派出所
- 大青派出所
- 白翎派出所